# Afer de Plogoff
L'Afer de Plogoff fa referència al projecte per a instal·lar una central nuclear al municipi de Plogoff, situat al departament de Finisterre (Bretanya) el 1978 i que provocà una forta mobilització en contra seu, de tal manera que el 1981 el projecte fou abandonat.

## Cronologia dels fets
El 1975 es va fer acord de principis entre els consells generals i el Consell Econòmic i Social per a construir una planta d'energia nuclear a Bretanya. El Consell Econòmic i Social i el Consell General de Finisterre van proposar com a lloc Plogoff el setembre de 1978. El 29 de novembre de 1978. El Consell General de Finisterre va acordar l'establiment d'una planta d'energia nuclear a Plogoff per 28 vots contra 17.
El 30 de gener de 1980, els informes per a l'enquesta d'utilitat pública foren rebuts a l'ajuntament de Plogoff, davant del qual foren cremats aquella mateixa tarda. El 31 de gener de 1980 començà l'enquesta d'utilitat pública a Plogoff, guarida dins les furgonetes que feien d'alcaldies annexes. S'hi produïren manifestacions violentes. El 16 de març de 1980, 50 000 persones es manifesten en la conclusió de l'enquesta d'utilitat pública. El 24 de maig de 1980, entre 100 i 150.000 manifestants celebraren la fi del procediment, participant de 50 a 60.000 en el fest-noz posterior. El 10 de maig de 1981, François Mitterrand va ser elegit president de la república i el nou Govern socialista va decidir abandonar el projecte.

## Forces de l'ordre
Set esquadrons mòbils de policia foren estacionats a Pont-Croix i Loctudy i va intervenir a Plogoff. Els gendarmes-paracaigudistes van ser desplegats com a reforços. Els gendarmes mòbils a vegades van utilitzar vehicles blindats a Plogoff. Un helicòpter va seguir als manifestants per tal protegir la circulació de les alcaldies annexes. Van arribar d'Angers vehicles d'enginyeria militar que foren utilitzats per a destruir les barricades.
Pel que fa a l'armament, foren usades granades d'atordiment en grans quantitats, així com gasos lacrimògens instantanis (tolita + gas CS) (per exemple, 85 el divendres 14 de març, l'últim dia de l'enquesta d'utilitat pública). Malgrat estar prohibit, sembla que fou usat bromo-acetat d'etil per la policia durant els disturbis urbans a Quimper, i així haurien liquidat vells stocks.

## Conseqüències
En resposta a la mobilització, el projecte va ser abandonat, cosa que va ser una primícia a França.

## Documentals
- Plogoff, des pierres contre des fusils, Nicole Le Garrec, 1980, film-documental sobre les manifestacions.
- L'affaire Plogoff, Brigitte Chevet, 2000.
- Le Dossier Plogoff, Brigitte Chevet, 2000.